# Statesville (Karolina Północna)
Statesville – miasto w Stanach Zjednoczonych, w stanie Karolina Północna, siedziba administracyjna hrabstwa Iredell.